# 433P/(248370) 2005 QN173
433P/(248370) 2005 QN173, indicata anche come (248370) 2005 QN173, è una cometa periodica appartenente alla famiglia delle comete della fascia principale: è stata scoperta il 29 agosto 2005; in seguito furono rinvenute immagini di prescoperta risalenti al 27 novembre 2000. Al momento della scoperta fu ritenuta un asteroide, designato 2005 QN173, e come tale fu denominato ed in seguito numerato, 248370: in occasione delle osservazioni del passaggio al perielio del 2021  ci si accorse della sua natura cometaria e ricevette anche la numerazione da cometa periodica. Una sua peculiare caratteristica è di avere un'inclinazione di soli 0,06702°. Ha un diametro di 3,599 km.